# ديفيد راي
ديفيد راي (بالإنجليزية: David Ray) هو لاعب كرة قدم أمريكية أمريكي، ولد في 19 سبتمبر 1944 في فينيكس سيتي في الولايات المتحدة.

## وصلات خارجية
- ديفيد راي على موقع مرجع كرة القدم المحترفة.كوم (الإنجليزية)